# Gueznaia
Gueznaia (arabiska: كزناية) är en stad i Marocko.   Den ligger i prefekturen Tanger-Assilah och regionen Tanger-Tétouan-Al Hoceïma, i den norra delen av landet, 210 km norr om huvudstaden Rabat. Antalet invånare var 23 601 vid folkräkningen 2014.